# Taguchi Yoshinori
Taguchi Yoshinori (sinh ngày 14 tháng 9 năm 1965) là một cầu thủ bóng đá người Nhật Bản.

## Đội tuyển bóng đá quốc gia Nhật Bản
Taguchi Yoshinori được triệu tập vào đội tuyển Nhật Bản tham dự Cúp bóng đá châu Á 1988.